# Навчально-науковий інститут креативних студій Тернопільського національного економічного університету
Навчально-науковий інститут креативних студій Тернопільського національного економічного університету (англ. Institute of Creative Studios of Ternopil National Economic University) — структурний підрозділ Тернопільського національного економічного університету. Базою Інституту креативних студій ТНЕУ є «Центр Європейських та міжнародних студій», що знаходиться за адресою: м. Тернопіль, бульвар Т. Г. Шевченка, 9, корпус № 10.

## Діяльність інституту
Інститут креативних студій створений 27 червня 2019 року на підставі наказу ректора ТНЕУ А. І. Крисоватого.
Свою роботу інститут офіційно розпочав 01 вересня 2019 року.
Інститут у своїй роботі практикує нові форми активностей. 15 квітня 2020 року стартував популярний щотижневий он-лайн проект Інституту креативних студій Тернопільського національного економічного університету — «В РЕЖИМІ ХАОСУ: відверті розмови про головне». В рамках цього публічного проекту були залучені цікаві і авторитетні спікери:
- перший заступник Голови Нацбанку України, Рожкова К. В., * ректор Тернопільського національного економічного університету, доктор економічних наук, професор Крисоватий А. І.,
- підприємець, меценат, колекціонер, видавець Демкура Т. В.,
- шоумен, телеведучий і актор, автор і співпродюсер скетч-шоу «Файна Юкрайна», очільник «Вар'яти-шоу» Сергій Притула.

## Керівництво інституту
Директор інституту — к.е.н., доцент, Луцишин Олег Орестович